# Carajas
Carajas paraua é uma espécie de aranha da família Caponiidae. Foi descrito pela primeira vez em 2016 por Brescovit & Sánchez-Ruiz. Até 2017, é o único membro do gênero Carajas. É encontrado no Brasil.